# 황제를 위하여 (영화)
《황제를 위하여》는 2014년 개봉한 대한민국의 영화이다.

## 캐스팅
- 이민기 : 이환 역
- 박성웅 : 정상하 역
- 이태임 : 차연수 역
- 김종구 : 한득 역
- 정흥채 : 작두 역
- 이재원 : 경수 역
- 한재영 : 태무 역
- 이유준 : 종호 역
- 박진우 : 검사 역
- 김기무 : 우럭 역
- 윤성원 : 박코치 역
- 양희명 : 한영수 역
- 유재명 : 브로커 역
- 양성우 : 아우디 역
- 조용현 : 한득비서 역
- 이연기 : 요트업체사장 역
- 구만세 : 사회자 역
- 김진혁 : 형사 역
- 황대준 : 웨이터 역
- 김우진 : 여당의원1 역
- 육효명 : 여당의원2 역
- 박재영 : 야당의원1 역
- 전병덕 : 야당의원2 역
- 박현우 : 황제패1 역
- 김남훈 : 황제패2 역
- 김태현 : 황제패3 역
- 장한새 : 황제패4 역
- 이진한 : 황제패5 역
- 박민철 : 황제패6 역
- 권혁주 : 황제패7 역
- 유상흘 : 임원1 역
- 손동일 : 임원2 역
- 조재봉 : 임원3 역
- 이명식 : 임원4 역
- 이민섭 : 노숙자자객1 역
- 황두하 : 노숙자자객2 역
- 이설구 : 노숙자자객3 역
- 이정훈 : 노숙자자객4 역
- 손영난 : 외국인투자자통역관 역
- 라샤드 자우르 : 외국인투자자 역
- 김경아 : 뉴스앵커 역
- 김태현 : 피투성이남자 역
- 김지영 : 여집사 역
- 박은홍 : 청소부 역
- 김미승 : 영수 처 역
- 송명철 : 은행직원 역
- 정현록 : 장례식장직원 역
- 최혜정 : 템테이션아가씨1 역
- 김미영 : 템테이션아가씨2 역
- 강민지 : 템테이션아가씨3 역
- 주희 : 템테이션아가씨4 역
- 에이미 : 템테이션아가씨5 역
- 희정 : 호텔호스티스 역
- 이민영 : 모텔카운터아줌마 역
- 김동현 : 야구공아이 역
- 최민정 : 야구공아이엄마 역
- 정세영 : 장기노인 역
- 김동현 : 작두패1 역
- 권혁진 : 작두패2 역
- 김광민 : 작두패3 역
- 송원정 : 이환대역 역
- 윤성민 : 작두대역 역
- 양영택 : 한득보디가드 역
- 안준모 : 야구 캐스터 역 (목소리출연)